# Gammarus fossarum

Print van Gammarus fossarum, Special Collection Universiteit van Amsterdam

Gammarus fossarum is een vlokreeftensoort uit de familie van de Gammaridae. De wetenschappelijke naam van de soort is voor het eerst geldig gepubliceerd in 1836 door Koch.
De soort wordt aan getroffen in de bovenlopen van de beken op het Europese vasteland van Nederland tot Griekenland.. De soort vindt hier haar plek in wateren met een relatief hoge stroomsnelheid en lage temperatuur. G. fossarum kan hier mede stand houden omdat de competitie met grotere zoetwater-vlokreeften als G.pulex en G. roeselii ontbreekt. 
De mannetjes kunnen tot 14 mm groot worden. Het vrouwtje blijft iets kleiner. De kleur is bruinachtig vaak met rode vlekken op het achterste lichaamsegment (pleon).